# Каменка (нижний приток Алея)
Каменка — река в Восточно-Казахстанской области Казахстана и Алтайском крае России. Устье реки находится в 689 км по левому берегу реки Алей. Длина реки составляет 46 км, площадь бассейна 215 км².

## Данные водного реестра
По данным государственного водного реестра России:
- Бассейновый округ — Верхнеобский
- Речной бассейн — (Верхняя) Обь до впадения Иртыша
- Речной подбассейн — Обь до впадения Чулыма (без Томи)
- Водохозяйственный участок — Алей от Гилёвского гидроузла до устья.
- Код водного объекта в государственном водном реестре — 13010200212115200000270[2].